# Абрамівська Долина
Абра́мівська Доли́на — село в Україні, у Чернівецькій селищній громаді Могилів-Подільського району Вінницької області. Населення становить 316 осіб.

## Історія
7 (20) листопада 1917 року, відповідно до Третього Універсалу Української Центральної Ради, увійшло до складу Української Народної Республіки.
12 червня 2020 року, відповідно до Розпорядження Кабінету Міністрів України № 707-р «Про визначення адміністративних центрів та затвердження територій територіальних громад Вінницької області», увійшло до складу Чернівецької селищної громади.
19 липня 2020 року, в результаті адміністративно-територіальної реформи та ліквідації Чернівецького району, село увійшло до складу новоутвореного Могилів-Подільського району.

## Географія

### Клімат
| Клімат Абрамівської Долини | Клімат Абрамівської Долини | Клімат Абрамівської Долини | Клімат Абрамівської Долини | Клімат Абрамівської Долини | Клімат Абрамівської Долини | Клімат Абрамівської Долини | Клімат Абрамівської Долини | Клімат Абрамівської Долини | Клімат Абрамівської Долини | Клімат Абрамівської Долини | Клімат Абрамівської Долини | Клімат Абрамівської Долини | Клімат Абрамівської Долини |
| Показник                   | Січ.                       | Лют.                       | Бер.                       | Квіт.                      | Трав.                      | Черв.                      | Лип.                       | Серп.                      | Вер.                       | Жовт.                      | Лист.                      | Груд.                      | Рік                        |
| Середній максимум, °C      | −1,4                       | 0,3                        | 5,6                        | 14,6                       | 20,8                       | 23,8                       | 25,2                       | 24,7                       | 20,6                       | 13,9                       | 6,2                        | 1,2                        | 12                         |
| Середня температура, °C    | −4,7                       | −3                         | 1,7                        | 9,4                        | 15,2                       | 18,4                       | 19,7                       | 19,0                       | 15,1                       | 9,2                        | 3,1                        | −1,5                       | 8                          |
| Середній мінімум, °C       | −7,9                       | −6,2                       | −2,1                       | 4,3                        | 9,7                        | 13,0                       | 14,3                       | 13,4                       | 9,6                        | 4,5                        | 0,1                        | −4,1                       | 4                          |
| Норма опадів, мм           | 33                         | 34                         | 29                         | 48                         | 66                         | 94                         | 91                         | 58                         | 48                         | 31                         | 37                         | 40                         | 609                        |
| -------------------------- | -------------------------- | -------------------------- | -------------------------- | -------------------------- | -------------------------- | -------------------------- | -------------------------- | -------------------------- | -------------------------- | -------------------------- | -------------------------- | -------------------------- | -------------------------- |
| Джерело: climate-data.org  |                            |                            |                            |                            |                            |                            |                            |                            |                            |                            |                            |                            |                            |